# Tävlingen för ny musik
Tävlingen för ny musik (finska: Uuden Musiikin Kilpailu; UMK) är en nationell musiktävling i Finland arrangerad av Yle. UMK startade 2012 som ett nytt koncept för Finlands uttagning till Eurovision Song Contest (tidigare Euroviisut), där musikstilen numera är fri. Meningen med UMK eller på svenska "Tävlingen för ny musik" är att hitta nya artister och nya låtskrivare. Man vill också hitta den bästa finländska låten som ska representera Finland i Eurovision Song Contest.

## Utveckling genom åren
Åren 2012, 2013 och 2014 var UMK mer av en talangtävling. Domarna/juryn var med och hjälpte artisterna genom tävlingen för att göra låten och scenframträdandet så bra som möjligt. Det började med inför-program där man fick lära känna artisterna bättre. Dessutom fick man möjlighet att se hur dessa artister togs fram till tävlingen. 2012 avgjordes allt i en stor arena utan semifinaler eller deltävlingar. 2013 och 2014 spelades en semifinal. Man var alltså tvungen att kvala till finalen dessa två år. Vinnaren av finalen representerade Finland i Eurovision Song Contest.
2015 och 2016 valde man att göra konceptet mer som den svenska Melodifestivalen, dock i lite mindre format. Det var 3 semifinaler där 6 tävlade i varje semifinal. Från varje semifinal gick 3 vidare till final. I finalen tävlade 9 finalister.
2017 förändrade man UMK en gång till. Denna gång blev det bara en stor final i Esbo Arena den 28 januari. Finalen hade 10 finalister. Dock gjorde man ett inför-program där man lyssnade igenom alla 10 låtar och visade deras musikvideor. I inför-programmet fanns en panel som gav poäng. Många tyckte att UMK hade tagit sig till en ny nivå både låtmässigt och showmässigt. Programmet refererades både på finska och svenska. Programledaren var Krista Siegfrids.
Under hösten 2017 meddelade Yle att de utvecklar UMK en gång till. Denna gång skulle endast en artist att delta i tävlingen. Den artisten blev Saara Aalto som automatiskt fick en biljett att representera Finland i Eurovision 2018. Däremot kom finska folket tillsammans med en internationell jury att rösta fram ett bidrag för Saara Aalto. UMK ordnades 2018 i Esbo Metro Arena där Aalto framförde 3 låtar och en av de låtarna blev Finlands bidrag.
Yle meddelade efter Eurovisionfinalen 2018 att man fortsätter med samma tävlingsupplag som man gjort 2018. 
Efter Eurovisionsfinalen 2019 meddelade Yle att man återgår till liknande system som man använde 2017. Vem som helst har alltså åter möjlighet att delta i tävlingen genom att skicka in ett bidrag.

## UMK 2012
UMK ersatte den gamla finska Melodifestivalen. Tidigt meddelade man att en expertgrupp kommer att välja ut låtarna för UMK 2012. Expertgruppen var: Jorma Hietamäki, Jaako Hurme, Johan Lindroos, Sami Häikiö, Anna Laine, Pekka Laine, Tarja Närhi, Tomi Saarinen, Noora Santavuori och Susanna Vainiolaja. De som ville delta i UMK 2012 hade kunde skicka in sina bidrag under augusti 2011. Sammanlagt kom det in 540 låtar. Expertgruppen valde då ut de 40 bästa låtarna.
Finalen av UMK 2012 sändes på YLE TV 2 och YLE HD i januari 2012. Då hade expertgruppen valt ut 6 låtar av de 40 bästa som skulle få sjunga i en livefinal. Vinnaren blev Pernilla Karlsson med låten "När jag blundar".

## UMK 2013
2013 ändrade man på konceptet och införde semifinaler och en så kallad andra chans. I varje semifinal tävlade sex deltagare och tre gick till final och två gick till andra chansen. Från andra chansen gick fyra till final. 

### Semifinal 1
| Iina Salin                | Last Panda                | Mikael Saari          | Ilari Hämäläinen  | Diandra              | Rautakoura                |
| ------------------------- | ------------------------- | --------------------- | ----------------- | -------------------- | ------------------------- |
| "Last night"              | "Saturday Night Forever"  | "We Should Be Trough" | "Sytytä mut vaan" | "Colliding Into You" | "Ilmalaivalla"            |
| Vidare till andra chansen | Vidare till andra chansen | Vidare till final     |                   | Vidare till final    | Vidare till andra chansen |

### Semifinal 2
| Atlético Kumpula | Krista Siegfrids  | Lucy Was Driving                  | Arion             | Elina Orkoneva            | Great Wide North          |
| ---------------- | ----------------- | --------------------------------- | ----------------- | ------------------------- | ------------------------- |
| Paperilyhty      | "Marry Me"        | "Dancing All Around the Universe" | "Lost"            | "He's Not My Man"         | "Flags"                   |
|                  | Vidare till final | Vidare till andra chansen         | Vidare till final | Vidare till andra chansen | Vidare till andra chansen |

### Andra chansen
| Great Wide North  | Last Panda               | Lucy was driving                  | Rautakoura     | Elina Orkoneva    | Iina Salin   |
| ----------------- | ------------------------ | --------------------------------- | -------------- | ----------------- | ------------ |
| "Flags"           | "Saturday Night Forever" | "Dancing All Around the Universe" | "Ilmalaivalla" | "He's Not My Man" | "Last Night" |
| Vidare till final | Vidare till final        | Vidare till final                 |                | Vidare till final |              |

### Finalen

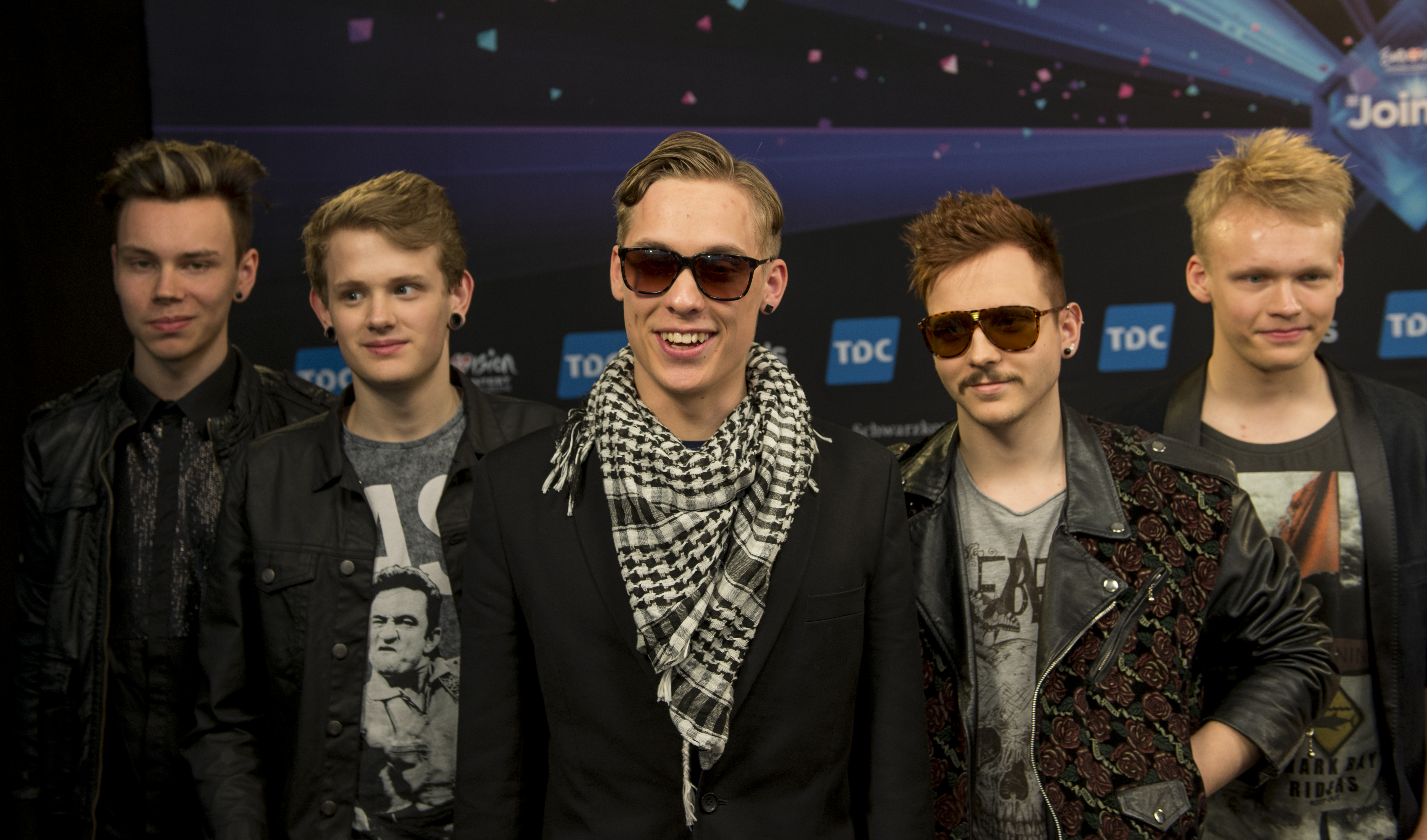
Softengine år 2014

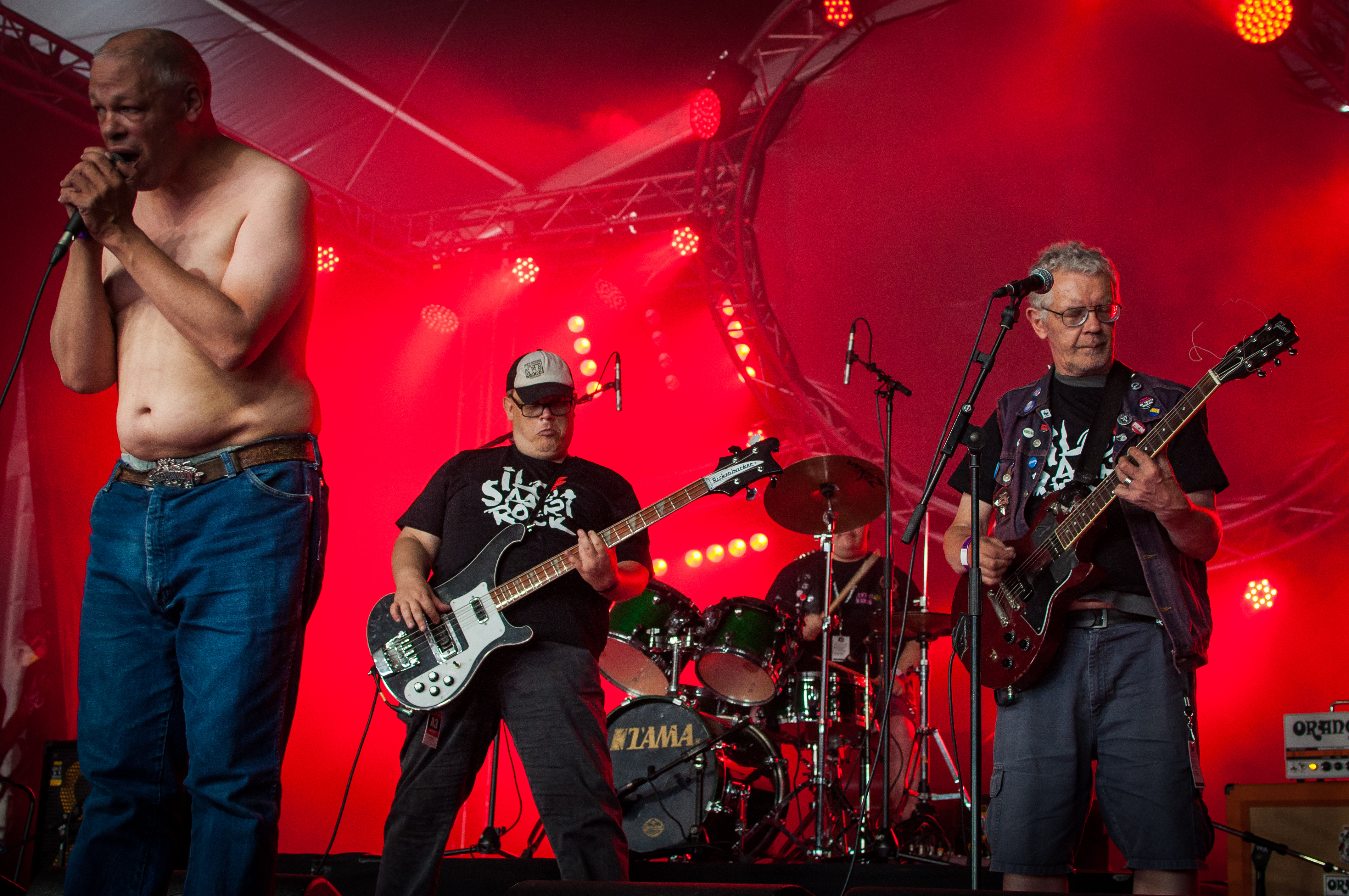
Pertti Kurikan nimipäivät år 2013

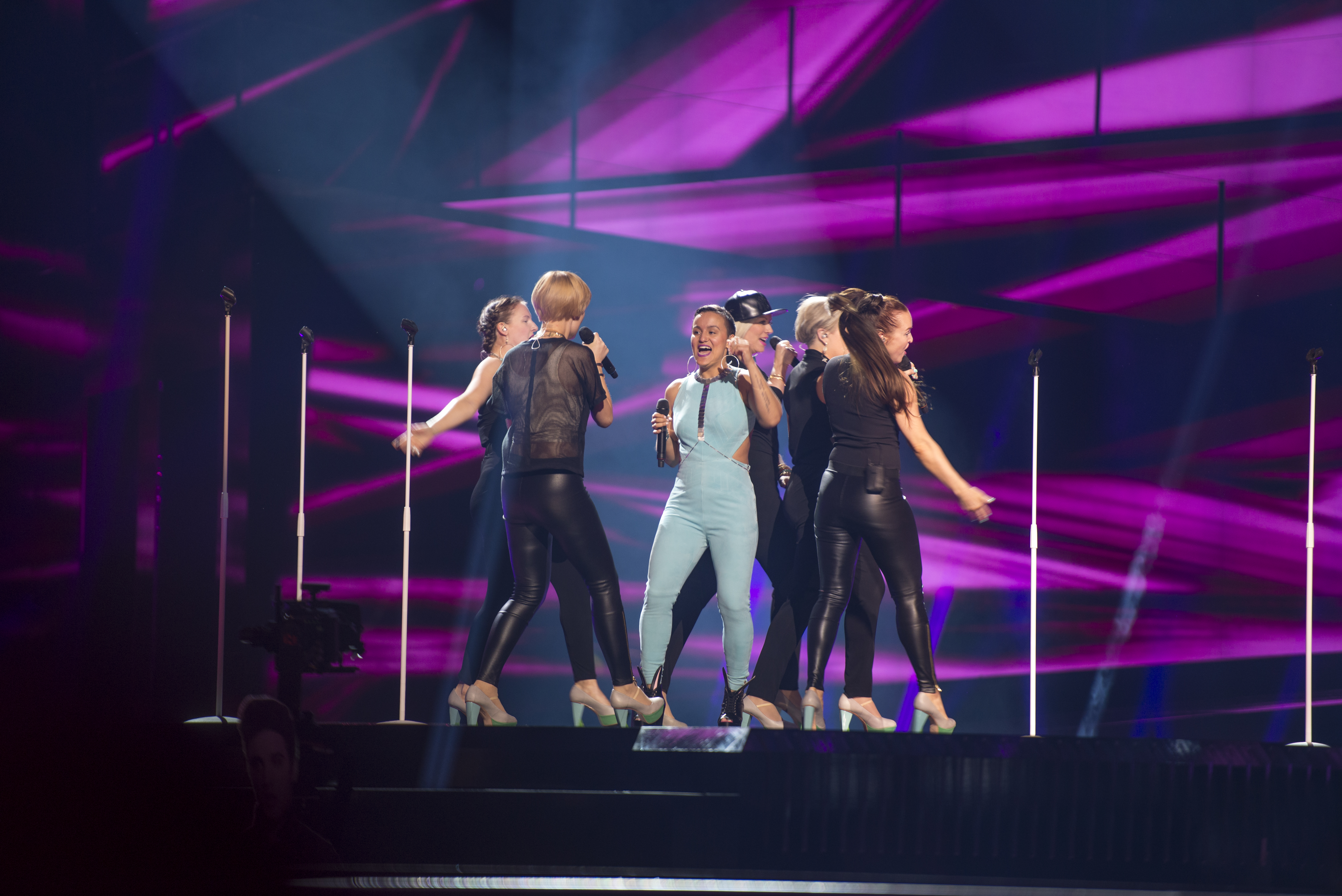
Sandhja i Eurovision

| Diandra              | Lucy Was Driving                  | Elina Orkoneva    | Arion  | Last Panda               | Great Wide North | Mikael Saari          | Krista Siegfrids |
| -------------------- | --------------------------------- | ----------------- | ------ | ------------------------ | ---------------- | --------------------- | ---------------- |
| "Colliding Into You" | "Dancing All Around the Universe" | "He's Not My Man" | "Lost" | "Saturday Night Forever" | "Flags"          | "We Should Be Trough" | "Marry Me"       |
| Tredje plats         |                                   |                   |        |                          |                  | Andra plants          | Vinnare          |

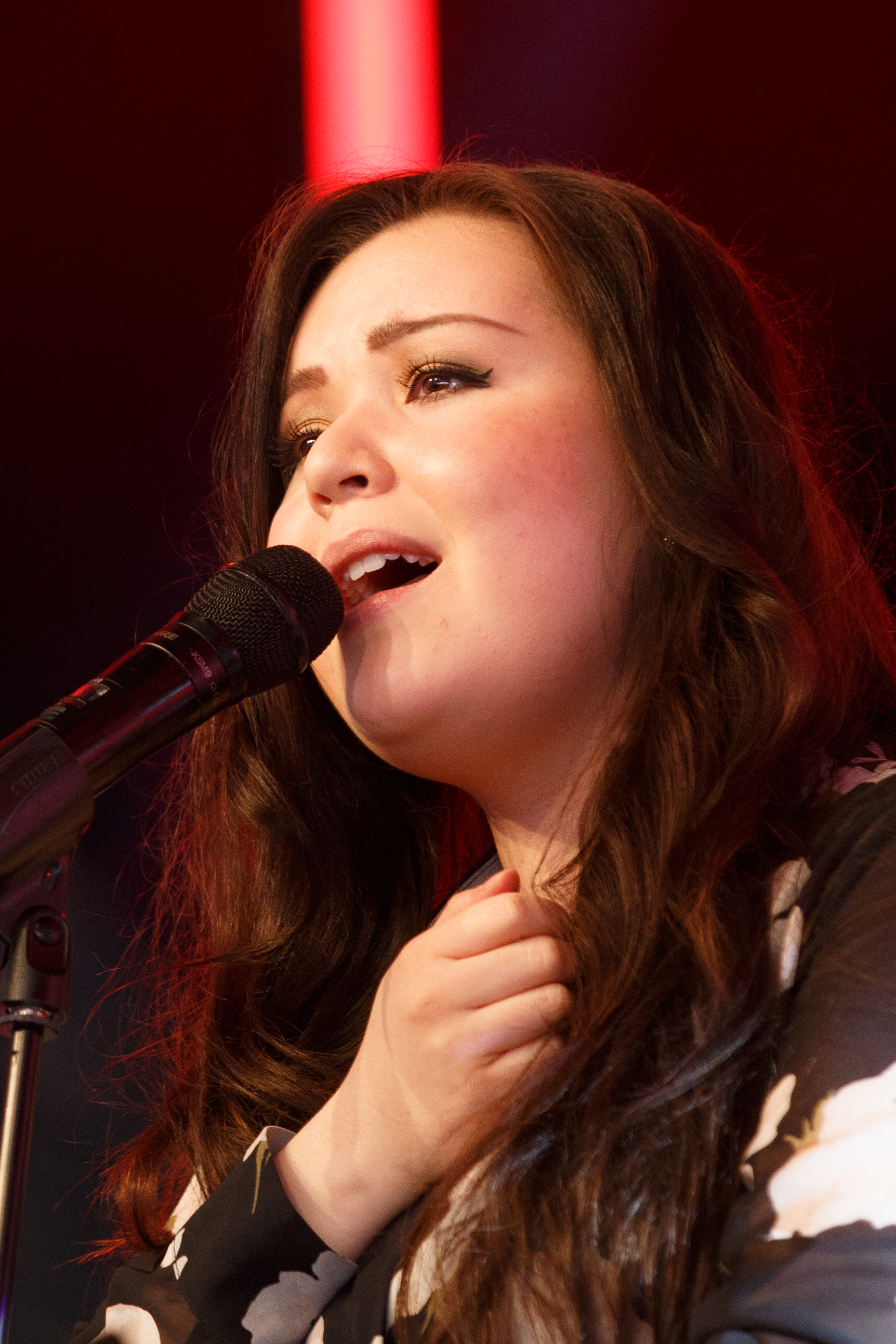
Diandra år 2019
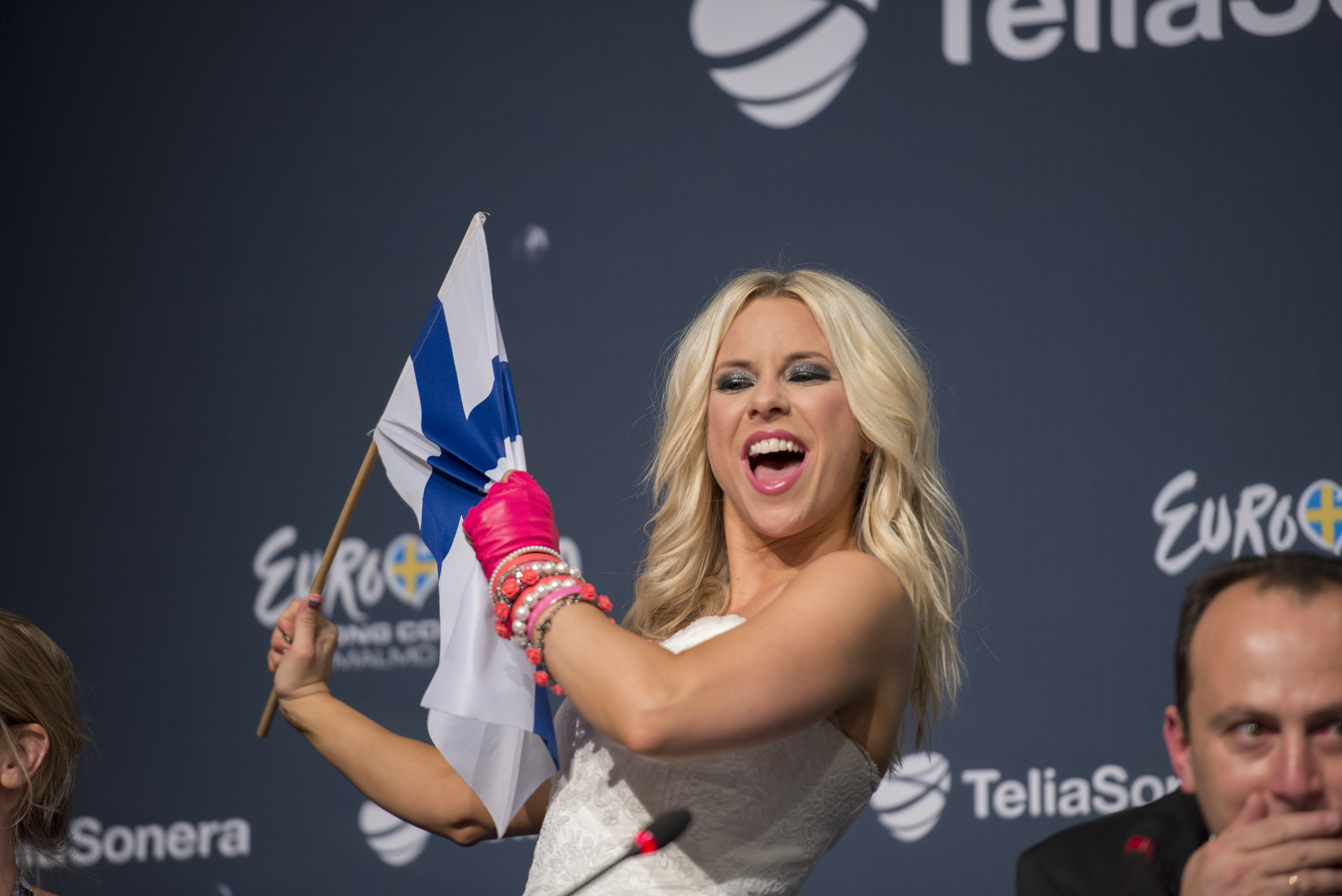
Krista Siegfrids

## UMK 2014
2014 valde man att använda samma uppbyggnad som året tidigare. Den enda skillnaden var att bara en gick till final och resten som gick vidare gick till andra chansen.

### Semifinal 1
| Dennis Fagerström         | Hukka ja Mama             | Jasmin Michaela           | Lili Lambert            | MIAU                      | Softengine         |
| ------------------------- | ------------------------- | ------------------------- | ----------------------- | ------------------------- | ------------------ |
| "My Little Honey Bee"     | "Selja"                   | Jasmin Michaela           | "Let Me Take You There" | "God/Drug                 | "Something Better" |
| Vidare till andra chansen | Vidare till andra chansen | Vidare till andra chansen |                         | Vidare till andra chansen | Vidare till final  |

### Semifinal 2
| Clarissa feat. Josh Standing | Hanna Sky         | Lauri Mikkola             | MadCraft                  | Makea        | Mikko Pohjola             |
| ---------------------------- | ----------------- | ------------------------- | ------------------------- | ------------ | ------------------------- |
| "Top of the World"           | Hope"             | "Going Down"              | "Going Down"              | "Painovoima" | "Sängyn Reunalla"         |
| Vidare till andra chansen    | Vidare till final | Vidare till andra chansen | Vidare till andra chansen |              | Vidare till andra chansen |

### Andra chansen
| Clarissa feat. Josh Standing | Dennis Fagerström     | Hukka ja Mama     | Jasmin Michaela    | Lauri Mikkola     | MadCraft          | MIAU              | Mikko Pohjola     |
| ---------------------------- | --------------------- | ----------------- | ------------------ | ----------------- | ----------------- | ----------------- | ----------------- |
| "Top of the World"           | "My Little Honey Bee" | "Selja"           | "Kertakäyttösydän" | "Going Down"      | "Shining Bright"  | "God/Drug"        | "Sängyn reunalla" |
| Vidare till final            |                       | Vidare till final |                    | Vidare till final | Vidare till final | Vidare till final | Vidare till final |

### Finalen
| Clarissa feat. Josh Standing | Hanna Sky | Hukka ja Mama | Lauri Mikkola | MadCraft         | MIAU       | Mikko Pohjola     | Softengine         |
| ---------------------------- | --------- | ------------- | ------------- | ---------------- | ---------- | ----------------- | ------------------ |
| "Top of the World"           | "Hope"    | "Selja"       | "Going Down"  | "Shining Bright" | "God/Drug" | "Sängyn reunalla" | "Something Better" |
|                              |           |               |               |                  |            |                   | Vinnare            |

## UMK 2015
2015 ändrade man konceptet. Tre semifinaler där sex bidrag tävlar i varje semifinal. Tre går vidare från varje semifinal.

### Semifinal 1
| Hans On The Bass | Vilikasper Kanth      | Norlan El Misionario     | Pertti Kurikan Nimipäivät | Pihka ja myrsky | Satin Circus      |
| ---------------- | --------------------- | ------------------------ | ------------------------- | --------------- | ----------------- |
| "Loveshine"      | "Äänenkantamattomiin" | "No Voy a llorar por Ti" | "Aina mun pitää"          | "Sydän ei nuku" | "Crossroads"      |
|                  |                       | Vidare till final        | Vidare till final         |                 | Vidare till final |

### Semifinal 2
| Jouni Aslak       | Eeverest           | Otto Ivar       | Opera Skaala      | Shava             | Siru        |
| ----------------- | ------------------ | --------------- | ----------------- | ----------------- | ----------- |
| "Lions and Lambs" | "Love It All Away" | "Truth or Dare" | "Heart of Light"  | "Ostarilla"       | "Mustelmat" |
| Vidare till final |                    |                 | Vidare till final | Vidare till final |             |

### Semifinal 3
| Aikuinen          | Ida Bois  | Järjestyshäiriö                 | Angelo De Nile    | Heidi Pakarinen | Solju               |
| ----------------- | --------- | ------------------------------- | ----------------- | --------------- | ------------------- |
| "Kyynelten lahti" | "Kumbaya" | "Särkyneiden sydänten kulmilla" | "All for Victory" | "Bon voyage"    | "Hold Your Colours" |
|                   |           | Vidare till final               | Vidare till final |                 | Vidare till final   |

### Finalen
| Norlan El Misionario     | Pertti Kurikan Nimipäivät | Satin Circus | Jouni Aslak       | Opera Skaala     | Shava       | Järjestyshäiriö                 | Solju               | Angelo De Nile    |
| ------------------------ | ------------------------- | ------------ | ----------------- | ---------------- | ----------- | ------------------------------- | ------------------- | ----------------- |
| "No Voy a llorar por Ti" | "Aina mun pitää"          | "Crossroads" | "Lions and Lambs" | "Heart of Light" | "Ostarilla" | "Särkyneiden sydänten kulmilla" | "Hold Your Colours" | "All for Victory" |
|                          | Vinnare                   | Andra plats  |                   | Tredje Plats     |             |                                 |                     |                   |

## UMK 2016
2016 använde man samma koncept som 2015.

### Semifinal 1
| Saara Aalto       | Mikko Herranen | Stella Christine          | Eini              | ClemSO  | Pää-Äijät          |
| ----------------- | -------------- | ------------------------- | ----------------- | ------- | ------------------ |
| "No Fear"         | "Evil Tone"    | "Ain’t Got Time for Boys" | "Draamaa"         | "Thief" | "Shamppanjataivas" |
| Vidare till final |                | Vidare till final         | Vidare till final |         |                    |

### Semifinal 2
| Mikael Saari      | Ylona          | Rafaela Truda | Annica Milán & Kimmo Blom | Cristal Snow      | Attention 2          |
| ----------------- | -------------- | ------------- | ------------------------- | ----------------- | -------------------- |
| "On It Goes"      | "Blazing Fire" | "Rise Up"     | "Good Enough"             | "Love Is Blind"   | "Ready for the Show" |
| Vidare till final |                |               | Vidare till final         | Vidare till final |                      |

### Semifinal 3
| Tuuli Okkonen      | Gušani Brothers | Cristal Snow | Barbe-Q-Barbies   | Pietarin Spektaakkeli | Sandhja           |
| "Don’t Wake Me Up" | "Draamaa"       | "Poom Poom"  | "Let Me Out"      | "Liian kuuma"         | "Sing It Away"    |
| Vidare till final  |                 |              | Vidare till final |                       | Vidare till final |

### Finalen
| Saara Aalto | Stella Christine          | Eini      | Cristal Snow    | Annica Milán & Kimmo Blom | Mikael Saari | Barbe-Q-Barbies | Tuuli Okkonen      | Sandhja        |
| "No Fear"   | "Ain't Got Time for Boys" | "Draamaa" | "Love Is Blind" | "On It Goes"              | "On It Goes" | "Let Me Out"    | "Don’t Wake Me Up" | "Sing It Away" |
| Andra plats |                           |           |                 |                           | Tredje plats |                 |                    | Vinnare        |

## UMK 2017
2017 gjorde man stora förändringar. Nu skulle 10 finalister tävla i tävlingen. Runt 700 000 tv-tittare följde med finalen.
|    | Artist                                    | Bidrag                  | Jurys röster | Folkets röster | Totalt | Placering |
| -- | ----------------------------------------- | ----------------------- | ------------ | -------------- | ------ | --------- |
| 1  | Emma                                      | "Circle of Light"       | 53           | 53             | 106    | 3         |
| 2  | Alva                                      | "Arrows"                | 15           | 48             | 63     | 6         |
| 3  | Günther & D’Sanz                          | "Love Yourself"         | 37           | 45             | 82     | 5         |
| 4  | Anni Saikku                               | "Reach Out for The Sun" | 43           | 16             | 59     | 7         |
| 5  | Knucklebone Oscar & The Shangri-La Rubies | "Caveman"               | 5            | 13             | 18     | 10        |
| 6  | Norma John                                | "Blackbird"             | 94           | 88             | 182    | 1         |
| 7  | Lauri Yrjölä                              | "Helppo elämä"          | 43           | 15             | 58     | 8         |
| 8  | Club La Persé                             | "My Little World"       | 21           | 29             | 50     | 9         |
| 9  | Zühlke                                    | "Perfect Villain"       | 74           | 71             | 145    | 2         |
| 10 | My First Band                             | "Paradise"              | 45           | 52             | 97     | 4         |

## UMK 2018
Saara Aalto representerade Finland i Eurovision Song Contest. Finska folket och en internationell jury fick rösta mellan tre låtar i en direktsänd show. Runt 800 000 tv-tittare följde med tävlingen. Finalen sändes den 3 mars 2018 på Yle Tv 1 och streamingtjänsten Yle Arenan.
Gästartister under finalen var CatCat och Mel C.

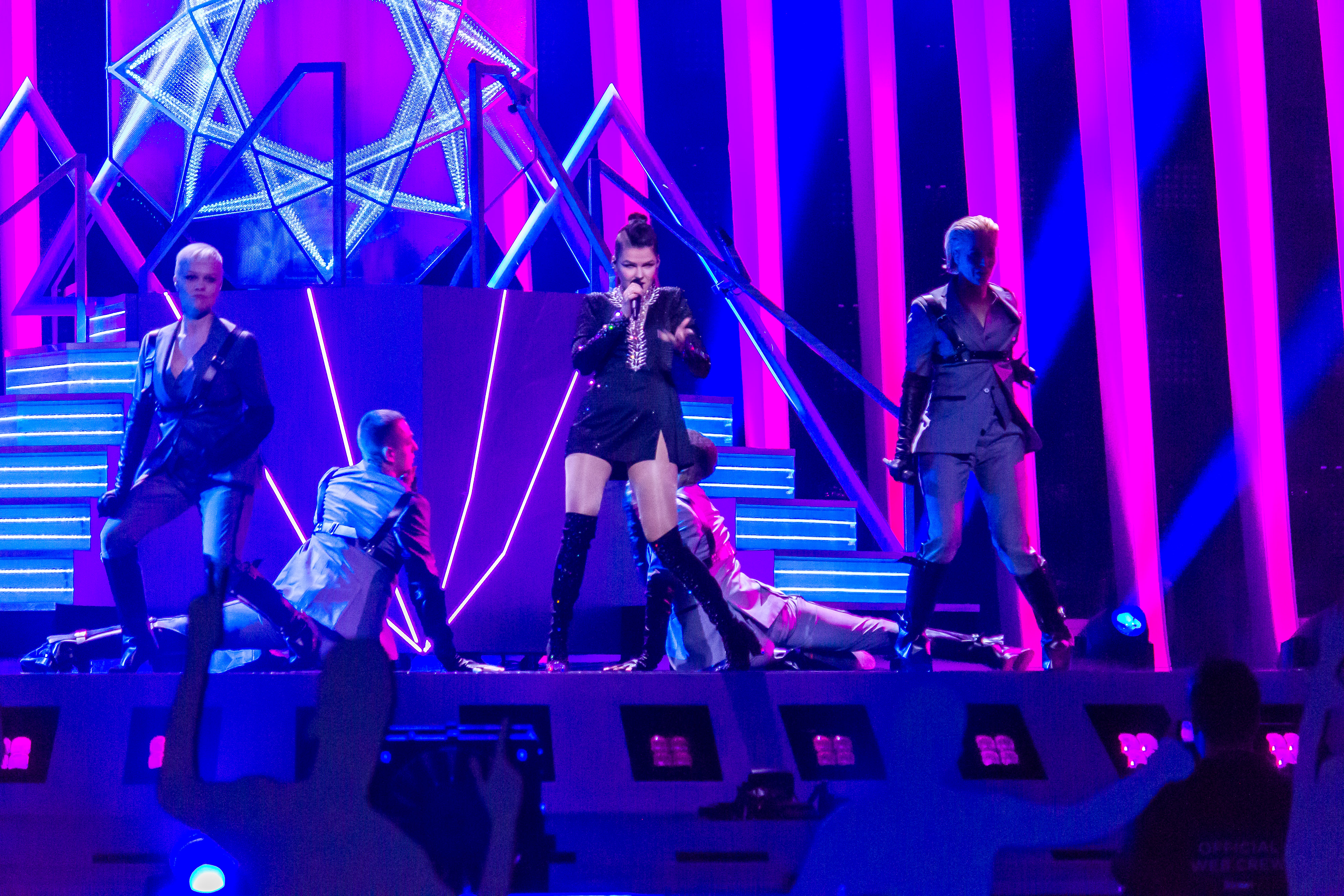
Saara Aalto i Eurovision

|   | Låtarna    | Låtskrivare                                                             | Juryns röster | Folkets röster | Totalt | Placering |
| - | ---------- | ----------------------------------------------------------------------- | ------------- | -------------- | ------ | --------- |
| 1 | "Monsters" | Linnea Deb, Joy Deb, Ki Fitzgerald, Saara Aalto                         | 88            | 95             | 183    | 1         |
| 2 | "Domino"   | Saara Aalto, Thomas G:son, Bobby Ljunggren, Johnny Sanchez, Will Taylor | 84            | 75             | 159    | 2         |
| 3 | "Queens"   | Saara Aalto, Tom Aspaul, Daniel James Denis Goudie, Ash Milton          | 68            | 70             | 138    | 3         |

## UMK 2019
Under en presskonferens presenterade Yle att Darude skulle komma representera Finland i Eurovision Song Contest 2019. Darude skulle stå för musiken medan Sebastian Rejman skulle stå för sången.
UMK 2019 hade samma upplägg som året tidigare. Det vill säga att artisten framför tre låtar i en direktsänd final där det finska folket tillsammans med en International jury röstar fram det vinnande bidraget.
Finalen ordnades i Logomo i Åbo där ungefär 4000 personer satt i publiken.
Runt 750 000 tv-tittare följde med den direktsända tävlingen som Krista Siegfrids och Christoffer Sandberg ledde.
Gästartisten under finalen var Emmelie de Forest. Krista Siegfrids stod för öppningsnumret och mellanaktsnumret.

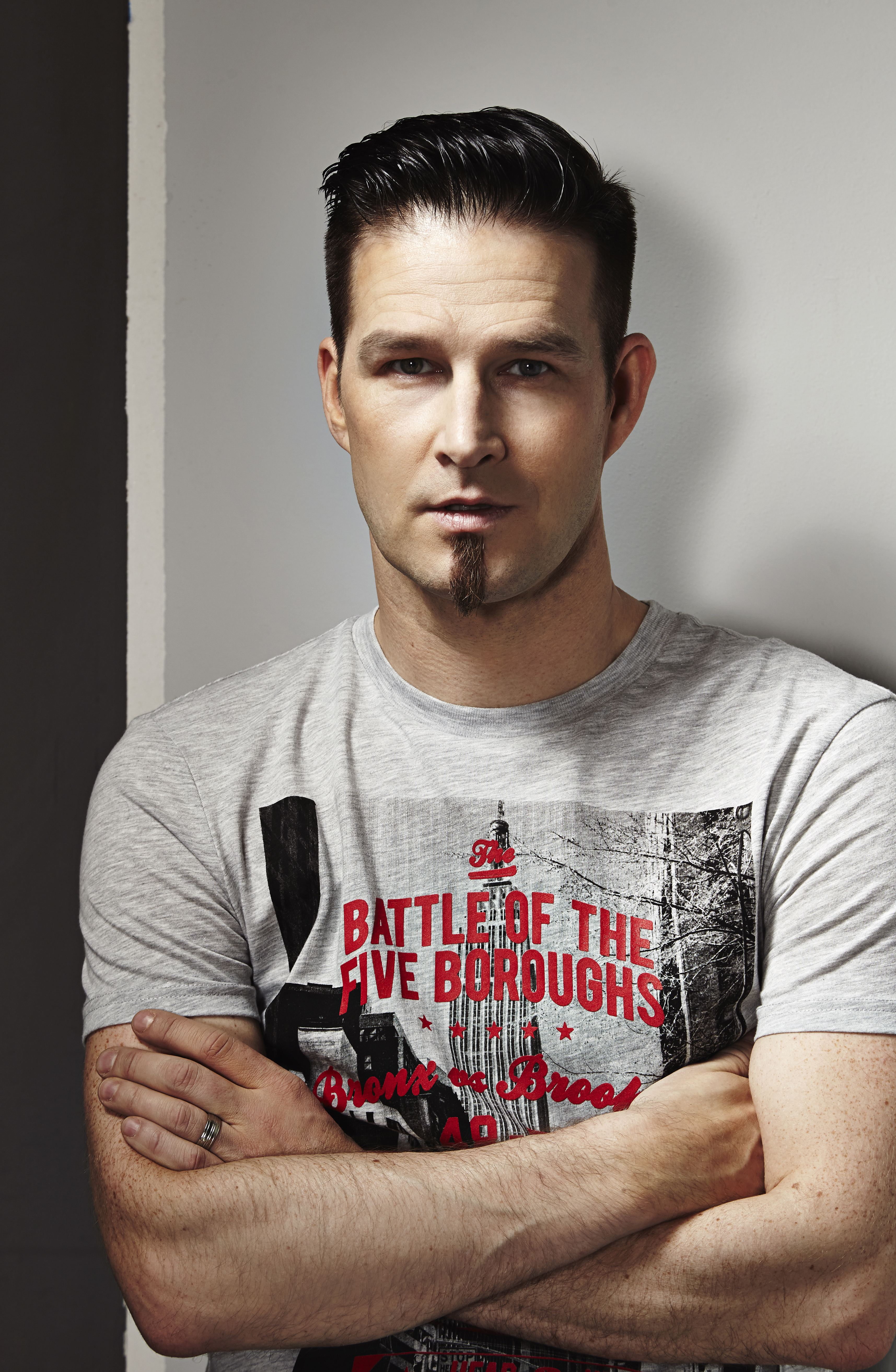
Darude

|   | Låtar        | Låtskrivare                                       | Juryns röster | Folkets röster | Totalt | Placering |
| - | ------------ | ------------------------------------------------- | ------------- | -------------- | ------ | --------- |
| 1 | "Release Me" | Ville Virtanen, Jaakko Manninen, Brandyn Burnette | 70            | 19             | 89     | 3         |
| 2 | "Superman"   | Ville Virtanen, Chris Hope, Thom Bridges          | 74            | 73             | 147    | 2         |
| 3 | "Look Away"  | Sebastian Rejman, Ville Virtanen                  | 96            | 148            | 244    | 1         |

## UMK 2020
Efter Eurovision Song Contest-finalen 2019 meddelade Yle att man återgår till ett liknande system som man använde sig av år 2017. Det vill säga att vem som helt har möjlighet att skicka in ett bidrag till tävlingen och eventuellt komma med i tävlingen. År 2017 deltog tio bidrag i tävlingen som ordnades i Metro Arena. Yle meddelade att sex bidrag kommer att delta i tävlingen. UMK 2020 ordnades vid Mediapolis i Tammerfors, det vill säga samma ställe där UMK 2015 och 2016 ordnades. Utrymmet var begränsat och därför såldes inga biljetter till evenemanget. Dock hade man möjlighet att vinna biljetter till tävlingen.
Nytt för år 2020 var att UMK samarbetade med Ylex. Målet var att få fler etablerade artister att delta i tävlingen men också att höja nivån låtmässigt. 
Artister och bidrag presenterades 21 januari 2020. De var Tika, Erika Vikman, Aksel Kankaanranta, F3M, Sansa och Catharina Zühlke. Av dessa var Zühlke en återvändande artist. Zühlke kom på en andra plats år 2017. Tika hade bland annat vunnit finska X Factor där Saara Aalto var hennes personliga jurymedlem. Aksel Kankaanranta hade deltagit i finska The Voice. Erika Vikman hade också varit tv aktiv i Finland.
Låtarna började släppas den 24 januari. Därefter släpptes en låt per vardag fram till den 31 januari.
Finalen ägde rum 7 mars 2020. Sändningen sändes på Yle Tv 1 och streamingtjänsten Yle Arenan. Sändningen hade rekordhöga tittarsiffror. Programmet sågs av cirka 1,5 miljoner finländare, en ökning på 750 000 tittare från förra året. Anledningen till detta var det nya upplägget före tävlingen men också en mycket bättre marknadsföring inför finalen. Tävlingen gynnades också av storfavoriten Erika Vikman som troligen drog stora tittarsiffror.
Erika Vikman var folkets favorit med 99 poäng. Dock klarade hon inte av att ta segern eftersom Aksel var mer populär bland jurygrupperna.

|   | Artist             | Bidrag                 | Språk    | Jurys röster | Folkets röster | Totalt | Placering |
| - | ------------------ | ---------------------- | -------- | ------------ | -------------- | ------ | --------- |
| 1 | Tika               | "I Let My Heart Break" | Engelska | 50           | 77             | 127    | 3         |
| 2 | Erika Vikman       | "Cicciolina"           | Finska   | 58           | 99             | 157    | 2         |
| 3 | Aksel Kankaanranta | "Looking Back"         | Engelska | 76           | 94             | 170    | 1         |
| 4 | F3M                | "Bananas"              | Engelska | 64           | 20             | 84     | 4         |
| 5 | Sansa              | "Lover View"           | Engelska | 30           | 6              | 36     | 6         |
| 6 | Catharina Zühlke   | "Eternity"             | Engelska | 42           | 24             | 66     | 5         |

Eurovision Song Contest anordnades inte år 2020 på grund av Coronaviruset. Aksel Kankaanranta fick därmed inte representera Finland i Eurovision Song Contest.

## UMK 2021
Yle meddelade 25 mars 2020 att man fortsätter med ett liknande koncept som år 2020. Den 1 september öppnades slussarna för artister och låtskrivare att skicka in nya bidrag till tävlingen. En expertjury som togs fram av Yle valde ut de bidrag som fick tävla i UMK 2021. År 2021 firade UMK 10 år.
UMK och YleX fortsatte sitt samarbete.
I januari 2021 presenterade Yle sju finalister som tävlade den 20 februari om att få representera Finland i Eurovision 2021.
|        | Artist                    | Bidrag                                 | Juryns poäng | Folkets röster | Folkets röster | Folkets röster | Sammanlagt | Placering |
| Röster | Artist                    | Bidrag                                 | Juryns poäng | Procent        | Poäng          |                | Sammanlagt | Placering |
| ------ | ------------------------- | -------------------------------------- | ------------ | -------------- | -------------- | -------------- | ---------- | --------- |
| 1      | Teflon Brothers & Pandora | ”I Love You”                           | 30           | 23 493         | 17,0           | 150            | 180        | 2         |
| 2      | Aksel                     | ”Hurt”                                 | 56           | 8 154          | 5,9            | 52             | 108        | 5         |
| 3      | Laura                     | ”Play”                                 | 4            | 1 382          | 1,0            | 9              | 13         | 7         |
| 4      | Danny                     | ”Sinä päivänä kun kaikki rakastaa mua” | 22           | 5 942          | 4,3            | 38             | 60         | 6         |
| 5      | Oskr                      | ”Lie”                                  | 62           | 8 292          | 6,0            | 53             | 115        | 4         |
| 6      | Blind Channel             | ”Dark Side”                            | 72           | 75 040         | 54,3           | 479            | 551        | 1         |
| 7      | Ilta                      | ”Kelle mä soitan”                      | 48           | 15 892         | 11,5           | 101            | 149        | 3         |

## UMK 2022
Tack vare Blind Channels stora framgång var nivån på sökandena hög i år och både nya, stigande artister och finländska legender är med i UMK22. Det kom in totalt 312 låtar till uttagningen för UMK22 i september, vilket var klart fler än året innan. Sammanlagt över 1000 personer var med och gjorde låtarna.
UMK-juryn, som leds av YleX:s musikchef Tapio Hakanen och består av proffs inom musikbranschen, hade ett utmanande arbete att välja ut sju låtar och artister till tävlingen 2022.
I tävlingen deltog stigande popstjärnor, internationella exportlöften, en artist som alla finländare känner till och som har deltagit i ett känt musikprogram, en långvarig favorit vars karriär sträcker sig från 80-talet till nutiden samt nya namn som musikbranschen snackade om.
Dessutom deltog klart fler rockband än tidigare i uttagningen, avslöjade Tapio Hakanen, ordförande för UMK-juryn.

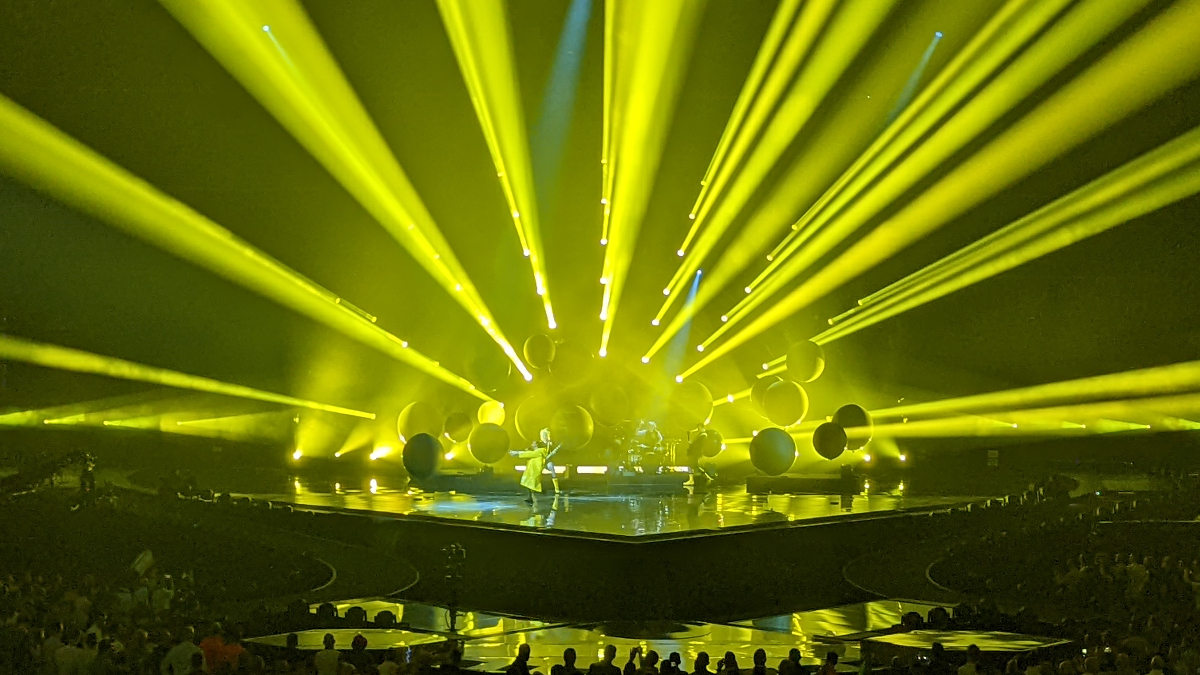
The Rasmus på Eurovisionscenen.

Artisterna i den 11:e upplagan av Tävlingen för ny musik offentliggjordes onsdag 12.1 och en tävlingslåt per dag presenterades från och med 13.1 på Yle Arenan och i musikstreamingtjänster. I UMK22-showen såg man sju tävlingsbidrag och Finlands populäraste stjärnartister. Under UMK22 fick finländarna rösta på sin egen favorit och tillsammans med en internationell jury välja Finlands representant till Eurovisionen, som ordnades i Turin i Italien i maj 2022.
Finalen av UMK22 ordnades i Logomo i Åbo. Biljetterna såldes slut på mindre än en vecka. Förutom direktsändningen ordnades olika evenemang vid Logomo hela dagen. Efterfesten höll på fram till 04:00 på natten, biljetterna till efterfesten såldes också slut snabbt. Under efterfesten uppträdde kända finländska artister samt UMK22 deltagarna.
2022 års upplaga refererades för första gången på samiska, nämligen på nordsamiska av Linda Tammela och på enaresamiska av Heli Huovinen.
|        | Artist         | Bidrag                     | Språk    | Juryns poäng | Folkets röster | Folkets röster | Folkets röster | Sammanlagt | Placering |
| Röster | Artist         | Bidrag                     | Språk    | Juryns poäng | Procent        | Poäng          |                | Sammanlagt | Placering |
| ------ | -------------- | -------------------------- | -------- | ------------ | -------------- | -------------- | -------------- | ---------- | --------- |
| 1      | The Rasmus     | "Jezebel"                  | engelska | 68           | 41 758         | 27,4%          | 242            | 310        | 1         |
| 2      | Isaac Scene    | "Kuuma jäbä"               | finska   | 28           | 17 069         | 11,2%          | 99             | 127        | 5         |
| 3      | Olivera        | "Thank God I'm an Atheist" | engelska | 46           | 20 879         | 13,7%          | 121            | 167        | 4         |
| 4      | BESS           | "Ram pam pam"              | finska   | 56           | 25 604         | 16,8%          | 148            | 204        | 3         |
| 5      | Younghearted   | "Sun numero"               | finska   | 40           | 8 839          | 5,8%           | 51             | 91         | 6         |
| 6      | Cyan Kicks     | "Hurricane"                | engelska | 52           | 29 261         | 19,2%          | 169            | 221        | 2         |
| 7      | Tommi Läntinen | "Elämä kantaa mua"         | finska   | 4            | 8 992          | 5,9%           | 52             | 56         | 7         |

## UMK 2023
Finalen av UMK23 ordnades igen i Logomo i Åbo. Tävlingens vinnare var Käärijä med låten "Cha cha cha" och han representerade Finland i Eurovision Song Contest i Liverpool. Sammanlagt skickades 363 sånger till årets tävling varav sju valdes till finalen av den professionella juryn. En tävlingslåt per dag presenterades från och med 12 januari 2023 på Yle Arenan och i musikstreamingtjänster. Finalisterna var Keira, Benjamin, Robin Packalen, Kuumaa, Portion Boys, Käärijä och Lxandra. Tävlingen leddes av Samu Haber.

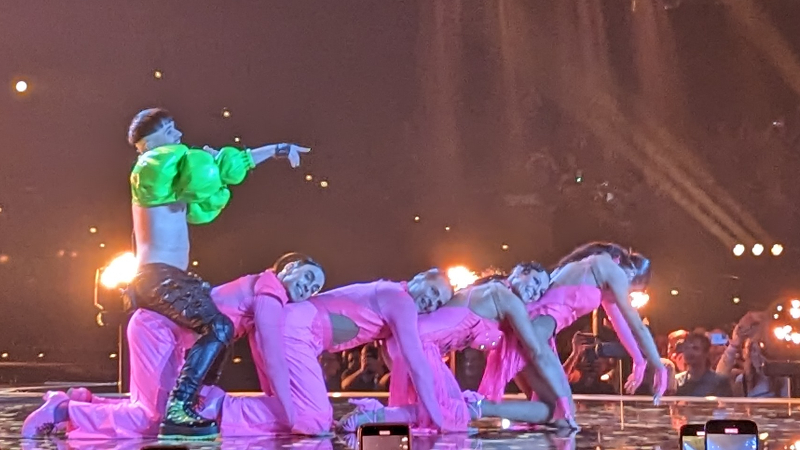
Käärijä på Eurovisionscenen

Vinnaren av Tävlingen för ny musik valdes av telefonröstning (75%) och internationella jurygrupper (25%). Programmet refererades på finska av Mikko Silvennoinen och på svenska av Johan Lindroos och Eva Frantz. Jani Kareinen refererade på engelska, Levan Tvaltvadze på ryska, Galyana Sergeyeva på ukrainska, Miguel Peltomaa på finskt teckenspråk, Linda Tammela på nordsamiska och Heli Huovinen på enaresamiska. Internationella jurygrupper var från Australien, Spanien, Storbritannien, Polen, Tyskland, Sverige och Ukraina.
Cirka 1 300 000 följde tävlingen live.
|        | Artist         | Bidrag                          | Språk    | Juryns poäng | Folkets röster | Folkets röster | Folkets röster | Sammanlagt | Placering |
| Röster | Artist         | Bidrag                          | Språk    | Juryns poäng | Procent        | Poäng          |                | Sammanlagt | Placering |
| ------ | -------------- | ------------------------------- | -------- | ------------ | -------------- | -------------- | -------------- | ---------- | --------- |
| 1      | Robin Packalen | "Girls Like You"                | engelska | 28           | 21 303         | 9,2%           | 81             | 109        | 4         |
| 2      | Kuumaa         | "Ylivoimainen"                  | finska   | 44           | 16 539         | 7,1%           | 63             | 107        | 5         |
| 3      | Käärijä        | "Cha cha cha"                   | finska   | 72           | 122 822        | 53,0%          | 467            | 539        | 1         |
| 4      | Keira          | "No Business on the Dancefloor" | engelska | 42           | 23 933         | 10,3%          | 91             | 133        | 3         |
| 5      | Benjamin       | "Hoida mut"                     | finska   | 34           | 8 416          | 3,6%           | 32             | 66         | 7         |
| 6      | Lxandra        | "Something to Lose"             | engelska | 46           | 6 312          | 2,7%           | 24             | 70         | 6         |
| 7      | Portion Boys   | "Samaa taivasta katsotaan"      | finska   | 28           | 32 612         | 14,1%          | 124            | 152        | 2         |

## UMK 2024

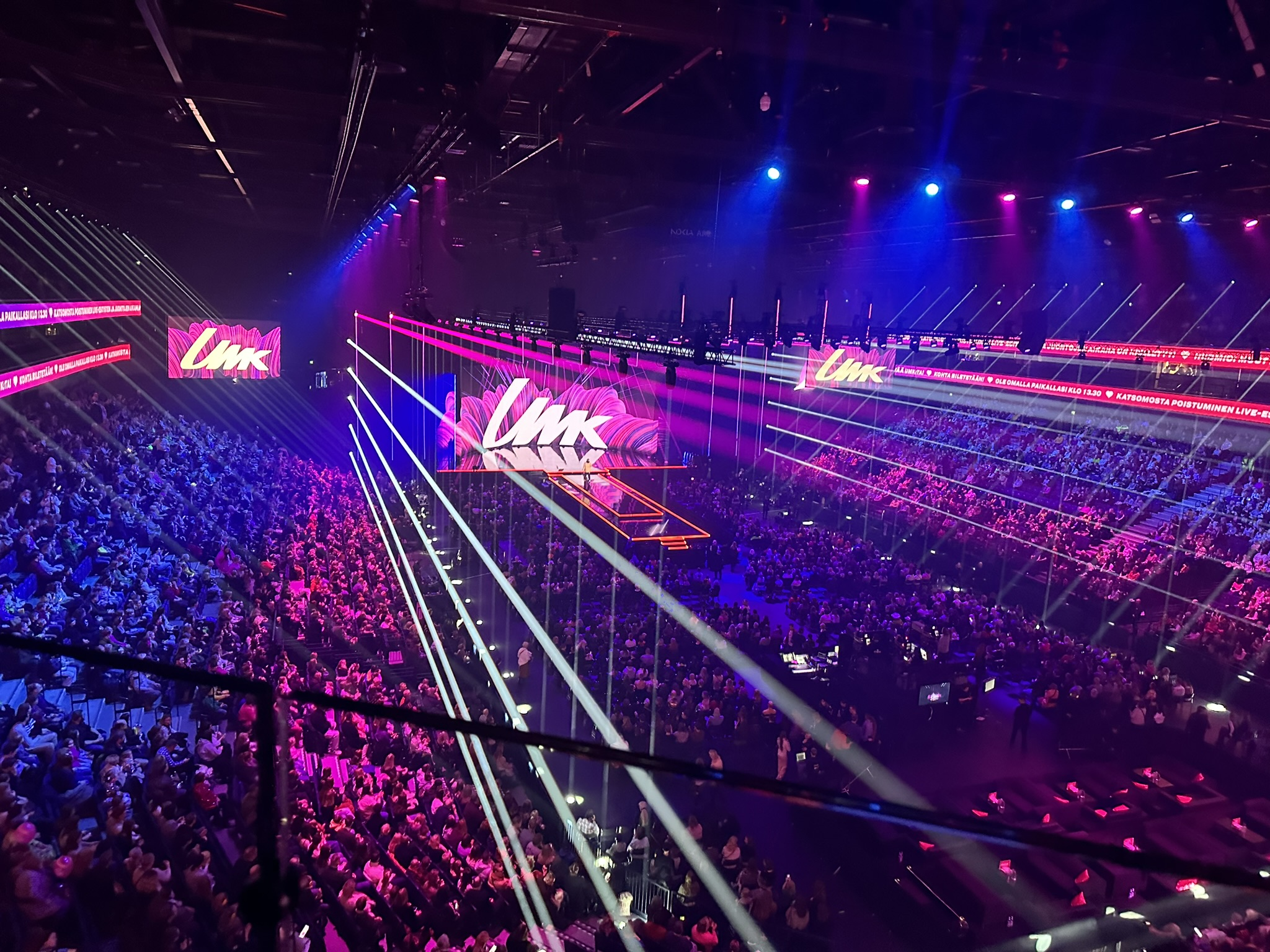
Scenen i Tammerfors år 2024.

Finalen av UMK24 ordnades 10 februari 2024 i Nokia Arena i Tammerfors. Sammanlagt 419 sånger skickades in till årets tävling varav sju valdes till finalen av en jury. En tävlingslåt per dag presenterades från och med 1 januari 2024. Biljetterna till 2024 års upplaga av tävlingen för ny musik UMK sålde slut på under en timme. Det här året anordnas tävlingen på arenan i Tammerfors som rymmer en betydligt större publik jämfört med Logomo i Åbo där tävlingen tidigare ordnats.
År 2024 leddes tävlingen av Benjamin Peltonen, Pilvi Hämäläinen och Viivi Pumpanen. Vinnaren av Tävlingen för ny musik valdes av telefonröstning (75%) och internationella jurygrupper (25%). Programmet refererades på finska av Mikko Silvennoinen och på svenska av Johan Lindroos och Eva Frantz. Jaakko Oleander-Turja refererade på engelska, Levan Tvaltvadze på ryska, Galyana Sergeyeva på ukrainska, Miguel Peltomaa och Silva Belighti på finskt teckenspråk, Robin Hänninen på finlandssvenskt teckenspråk, Linda Tammela på nordsamiska och Heli Huovinen på enaresamiska.
Finalen öppnades med show av bandet KUUMAA och Benjamin Peltonen. När röster räknades uppträdde också Käärijä tillsammans med Erika Vikman. Efter duon uppträdde Katri Helena, som representerade Finland i Eurovisionen åren 1979 och 1993. Under UMK-finalen framförde hon sitt Eurovisionsbidrag från tävlingen 1979, Katson sineen taivaan.
Internationella jurygrupper var från Armenien, Luxemburg, Slovenien, Spanien, Stor-Britannien, Sverige och Ukraina.
Programmet sågs av cirka 1 900 000 personer i Finland.
| Nummer | Artist                     | Bidrag                | Språk            | Juryns poäng | Folkets röster | Folkets röster | Folkets röster | Sammanlagt | Placering |
| Nummer | Artist                     | Bidrag                | Språk            | Juryns poäng | Röster         | Procent        | Poäng          | Sammanlagt | Placering |
| ------ | -------------------------- | --------------------- | ---------------- | ------------ | -------------- | -------------- | -------------- | ---------- | --------- |
| 1      | Sini Sabotage              | "Kuori mua"           | finska           | 38           | 6 868          | 3,06%          | 27             | 65         | 7         |
| 2      | Cyan Kicks                 | "Dancing With Demons" | engelska         | 48           | 20 382         | 9,08%          | 80             | 128        | 4         |
| 3      | Jesse Markin               | "Glow"                | engelska         | 34           | 19 888         | 8,86%          | 76             | 110        | 5         |
| 4      | Mikael Gabriel feat. Nublu | "Vox Populi"          | finska, estniska | 42           | 34 348         | 15,30%         | 136            | 178        | 3         |
| 5      | Sara Siipola               | "Paskana"             | finska           | 70           | 51 629         | 23,00%         | 203            | 273        | 2         |
| 6      | Sexmane                    | "Mania"               | finska           | 34           | 18 856         | 8,40%          | 74             | 108        | 6         |
| 7      | Windows95man               | "No Rules"            | engelska         | 28           | 72 506         | 32,30%         | 285            | 313        | 1         |

## UMK 2025
Under sommaren 2024 meddelade Yle att Finland kommer att delta i Eurovision Song Contest 2025. Ansökningstiden för artister och låtskrivare var 19.8.–25.8.2024. Finalen ordnades 8 februari i Nokia arena i Tammerfors. Den 8 januari offentliggjorde Yle årets artister. Tävlingslåtarna publicerades, en per dag, från och med den 9 januari. Vinnaren av Tävlingen för ny musik valdes av telefonröstning (75%) och internationella jurygrupper (25%). 
Den 22 januari meddelade Yle att bandet One Morning Left inte fortsatte tävla i UMK. Yle hade uteslutit bandet ur tävlingen på grund av ett regelbrott. På Instagram skrev bandet att gruppen hade splittrats efter att det hade kommit fram att en av bandets medlemmar, Mika Lahti, anklagades för att ha skickat opassande meddelanden till en person som kunde ha varit minderårig. Det här skulle enligt bandet ha skett under åren 2007–2010 på sajten IRC-Galleria. Fyra av bandets fem medlemmar hade lämnat gruppen och tog avstånd från påståendena. Bandets verksamhet hade upphört, och det bakomliggande aktiebolaget One Morning Left skulle avvecklas, uppgav bandet på Instagram.
Yle meddelade också att UMK tar inte in ett nytt bidrag för att ersätta One Morning Left i tävlingen, så sex bidrag fortsatte i tävlingen.
Förutom Yles sändningar visades UMK på den spanska kanalen TenTV och den nederländska kanalen OUTtv. Sändningen på OUTtv refererades av Krista Siegfrids. Tävlingen för ny musik sågs totalt av nästan 2,3 miljoner finländare via sändningen från Tammerforsarenan, och i genomsnitt följdes sändningen av 1,5 miljoner tittare.
| Nummer | Artist       | Bidrag              | Språk    | Juryns poäng | Folkets röster | Folkets röster | Folkets röster | Sammanlagt | Placering |
| Nummer | Artist       | Bidrag              | Språk    | Juryns poäng | Röster         | Procent        | Poäng          | Sammanlagt | Placering |
| ------ | ------------ | ------------------- | -------- | ------------ | -------------- | -------------- | -------------- | ---------- | --------- |
| 1      | Costee       | "Sekaisin"          | finska   | 40           | 16 700         | 4,9%           | 43             | 83         | 6         |
| 2      | Neea River   | "Nightmares"        | engelska | 24           | 23 302         | 6,8%           | 60             | 84         | 5         |
| 3      | Goldielocks  | "Made Of"           | engelska | 74           | 88 937         | 26,0%          | 229            | 303        | 2         |
| 4      | Viivi        | "Aina"              | finska   | 38           | 38 837         | 11,3%          | 100            | 138        | 3         |
| 5      | Nelli Matula | "Hitaammin hautaan" | finska   | 50           | 34 177         | 10,0%          | 88             | 138        | 4         |
| 6      | Erika Vikman | "Ich komme"         | finska   | 68           | 140 590        | 41,0%          | 362            | 430        | 1         |

Vid poänglikhet avgörs placeringen av publikrösterna, vilket gjorde att Viivi slutade på tredje plats och Nelli Matula på fjärde plats.

## Vinnare
Lista över vinnare i Tävlingen för ny musik:
| År   | Vinnare                   | Bidrag             | Placering i Eurovisionen        |
| ---- | ------------------------- | ------------------ | ------------------------------- |
| 2012 | Pernilla Karlsson         | "När jag blundar"  | Kvalificerade inte till finalen |
| 2013 | Krista Siegfrids          | "Marry Me"         | 24                              |
| 2014 | Softengine                | "Something better" | 11                              |
| 2015 | Pertti Kurikan Nimipäivät | "Aina mun pitää"   | Kvalificerade inte till finalen |
| 2016 | Sandhja                   | "Sing It Away"     | Kvalificerade inte till finalen |
| 2017 | Norma John                | "Black Bird"       | Kvalificerade inte till finalen |
| 2018 | Saara Aalto               | "Monsters"         | 25                              |
| 2019 | Darude                    | "Look Away"        | Kvalificerade inte till finalen |
| 2020 | Aksel Kankaantanta        | "Looking Back"     | Tävlingen inställd              |
| 2021 | Blind Channel             | "Dark Side"        | 6                               |
| 2022 | The Rasmus                | "Jezebel"          | 21                              |
| 2023 | Käärijä                   | "Cha cha cha"      | 2                               |
| 2024 | Windows95man              | "No Rules"         | 19                              |
| 2025 | Erika Vikman              | "Ich komme"        | Tävlingen på kommande           |

## Programledare
| År   | Programledare                                                           |
| ---- | ----------------------------------------------------------------------- |
| 2012 | Anne Lainto, Joona Kortesmäki                                           |
| 2013 | Anne Lainto, Ilkka Uusivuori                                            |
| 2014 | Anne Lainto, Ilkka Uusivuori                                            |
| 2015 | Rakel Liekki, Roope Salminen                                            |
| 2016 | Krista Siegfrids, Roope Salminen, Rakel Liekki (greenroom)              |
| 2017 | Krista Siegfrids                                                        |
| 2018 | Krista Siegfrids, Christoffer Strandberg (greenroom)                    |
| 2019 | Krista Siegfrids, Christoffer Strandberg                                |
| 2020 | Krista Siegfrids, Ville Eerikkilä (greenroom), Juuso Kallio (greenroom) |
| 2021 | Antti Tuisku                                                            |
| 2022 | Paula Vesala                                                            |
| 2023 | Samu Haber                                                              |
| 2024 | Benjamin Peltonen, Pilvi Hämäläinen, Viivi Pumpanen                     |
| 2025 | Sanni, Jasmin Beloued                                                   |

## Referat
| År   | Svenskt referat               | Finskt referat     | Nordsamikst referat | Enaresamiskt referat | Engelskt referat                | Ryskt referat    | Ukrainskt referat | Finskt teckenspråk                 | Finlandssvenskt teckenspråk |
| ---- | ----------------------------- | ------------------ | ------------------- | -------------------- | ------------------------------- | ---------------- | ----------------- | ---------------------------------- | --------------------------- |
| 2012 | Johan Lindroos och Eva Frantz |                    |                     |                      |                                 |                  |                   |                                    |                             |
| 2013 | Johan Lindroos och Eva Frantz |                    |                     |                      |                                 |                  |                   |                                    |                             |
| 2014 | Johan Lindroos och Eva Frantz |                    |                     |                      |                                 |                  |                   |                                    |                             |
| 2015 | Johan Lindroos och Eva Frantz |                    |                     |                      |                                 |                  |                   |                                    |                             |
| 2016 | Johan Lindroos och Eva Frantz |                    |                     |                      |                                 |                  |                   |                                    |                             |
| 2017 | Johan Lindroos och Eva Frantz | Mikko Silvennoinen |                     |                      |                                 |                  |                   |                                    |                             |
| 2018 | Johan Lindroos och Eva Frantz | Mikko Silvennoinen |                     |                      |                                 |                  |                   |                                    |                             |
| 2019 | Johan Lindroos och Eva Frantz | Mikko Silvennoinen |                     |                      |                                 |                  |                   |                                    |                             |
| 2020 | Johan Lindroos och Eva Frantz | Mikko Silvennoinen |                     |                      |                                 |                  |                   |                                    |                             |
| 2021 | Johan Lindroos och Eva Frantz | Mikko Silvennoinen |                     |                      |                                 |                  |                   |                                    |                             |
| 2021 | Johan Lindroos och Eva Frantz | Mikko Silvennoinen |                     |                      |                                 |                  |                   |                                    |                             |
| 2022 | Johan Lindroos och Eva Frantz | Mikko Silvennoinen | Linda Tammela       | Heli Huovinen        |                                 |                  |                   |                                    |                             |
| 2023 | Johan Lindroos och Eva Frantz | Mikko Silvennoinen | Linda Tammela       | Heli Huovinen        | Jani Kareinen och Katri Norrlin | Levan Tvaltvadze | Galyna Sergeyeva  | Miguel Peltomaa                    |                             |
| 2024 | Johan Lindroos och Eva Frantz | Mikko Silvennoinen | Linda Tammela       | Heli Huovinen        | Jaakko Oleander-Turja           | Levan Tvaltvadze | Galyna Sergeyeva  | Miguel Peltomaa och Silva Belighti | Robin Hänninen              |